# Neuvy-en-Champagne
Neuvy-en-Champagne is een plaats en voormalige gemeente in het Franse departement Sarthe (regio Pays de la Loire) en telt 338 inwoners (1999). De plaats maakt deel uit van het arrondissement Mamers. Neuvy-en-Champagne is op 1 januari 2019 gefuseerd met de gemeente Bernay-en-Champagne tot de gemeente Bernay-Neuvy-en-Champagne. 

## Geografie
De oppervlakte van Neuvy-en-Champagne bedraagt 14,9 km², de bevolkingsdichtheid is 22,7 inwoners per km².
De onderstaande kaart toont de ligging van Neuvy-en-Champagne met de belangrijkste infrastructuur en aangrenzende gemeenten.

## Demografie
Onderstaande figuur toont het verloop van het inwonertal (bron: INSEE-tellingen).